# Franz Ruf
Franz Ruf (Immenstaad am Bodensee, 1949) is een Luxemburgs graficus en schilder.

## Leven en werk
Franz Ruf werd niet opgeleid aan een kunstacademie en is een autodidact kunstenaar, als tiener maakte hij zijn eerste en plein air werk. Later volgde hij schilderlessen bij Walter Seipel, lessen naakt- en portrettekenen bij Anna Recker en leerde hij de techniek van het etsen en litho's maken bij Roger Bertemes.
Ruf maakt vooral etsen, fotogravures en schilderijen. Hij is lid van kunstenaarsvereniging Cercle Artistique de Luxembourg, waar hij sinds 1992 deelneemt aan de salons. Hij ontving de Prix Grand-Duc Adolphe 2019 voor drie van zijn aquatint-fotogravures. De jury vond dat het gekozen werk "getuigt van zijn meesterschap in compositie en gevoeligheid. Ruf combineert verschillende technieken en onthult zijn opeenvolgende drukfasen door de overdracht van fotografie op aquatint-etsen. Hierdoor krijgen zijn fotografische werken een picturaal aspect. Zijn werken weerspiegelen de culminatie van een zoektocht naar perspectief door de gekozen kadrering gekozen."

## Prijzen en onderscheidingen
- 1987 Preis der Deutschen Botschaft op de salon in Esch-sur-Alzette
- 2019 Prix Grand-Duc Adolphe